# NTSC

Az egyes analóg televíziós szabványok elterjedése

Az NTSC (National Television System Committee, Nemzeti Televíziórendszer Bizottság), elsősorban a bizottság által kidolgozott, az Amerikai Egyesült Államokban, Kanadában, Mexikóban, Tajvanban, Dél-Koreában és Japánban is használt analóg televíziós szabványra utal.
Az NTSC az Egyesült Államokban alkalmazott, másodpercenként 30 darab, egyenként 525 pixelsorból felépített képkockát továbbító fekete-fehér televíziós rendszert úgy fejlesztette tovább, hogy a fekete-fehér rendszerben a világosságjelet továbbító Y jelre egy színsegédvivőt „ültetett”. A színinformáció átviteléhez szükséges két színkülönbségi jelet (az R-Y, B-Y jelből képzett I és Q jelet) e színsegédvivő kvadratúramodulációjával viszik át.
A fekete-fehér vevőkészülékek csak az "Y" jelet, a színes TV vevők a színkülönbségi jeleket is felhasználják.